# Округ Френклин (Ајова)
Округ Френклин (енгл. Franklin County) је округ у америчкој савезној држави Ајова.

## Демографија
По попису из 2010. године број становника је 10.680, што је 24 (-0,2%) становника мање 2000. године.
| Група             | 2000.          | 2010.         |
| Белци             | 10.000 (93,4%) | 9.334 (87,4%) |
| Афроамериканци    | 9 (0,1%)       | 38 (0,4%)     |
| Азијати           | 17 (0,2%)      | 28 (0,3%)     |
| Хиспаноамериканци | 642 (6,0%)     | 1.209 (11,3%) |
| Укупно            | 10.704         | 10.680        |